# Andrew Michelmore
Andrew Michelmore es un deportista australiano que compitió en remo. Ganó dos medallas en el Campeonato Mundial de Remo, oro en 1974 y bronce en 1975.

## Palmarés internacional
| Campeonato Mundial | Campeonato Mundial       | Campeonato Mundial | Campeonato Mundial        |
| Año                | Lugar                    | Medalla            | Prueba                    |
| ------------------ | ------------------------ | ------------------ | ------------------------- |
| 1974               | Lucerna (Suiza)          | Medalla de oro     | Cuatro sin timonel ligero |
| 1975               | Nottingham (Reino Unido) | Medalla de bronce  | Cuatro sin timonel ligero |